# Борга-Каш
Бо́рга-Каш (ингуш. Боргӏа-Каш — «могила Боргана») — один из самых ранних сохранившихся мусульманских памятников на Северном Кавказе и древнейший Ногайский мавзолей в Ингушетии  мавзолей.

## Описание
Расположен на северо-западной окраине современного сельского поселения Плиево Назрановского района Республики Ингушетия, на левом холмистом берегу Сунжи, являющегося отрогом Сунженского хребта. Высота над уровнем моря — 652 м.
Мавзолей представляет собой белокаменное строение 5,5 метров в длину, 4 метра в ширину и высотой в 3,2 метра. Имеет прямоугольное основание и полукруглый купол. С южной его стороны находится стрельчатая арка, венчающая невысокий вход, над которым три плиты с арабскими надписями. Они сообщают, что мавзолей построен в 808 году по хиджре (что соответствует 29 июня 1405 – 17 июня 1406 года) для захоронения некоего «Бек-Султана, сына Худайнада».
Борга-Каш является памятником истории и культуры всероссийского значения и находится под охраной государства. В разное время изучался Семёновым Л.П., Щеблыкиным И.П., Лавровым Л.И.. Отталкиваясь от названия, учёные связывают памятник с этнографической группой борган - древнего племени Ногайского народа.
.

## Галерея

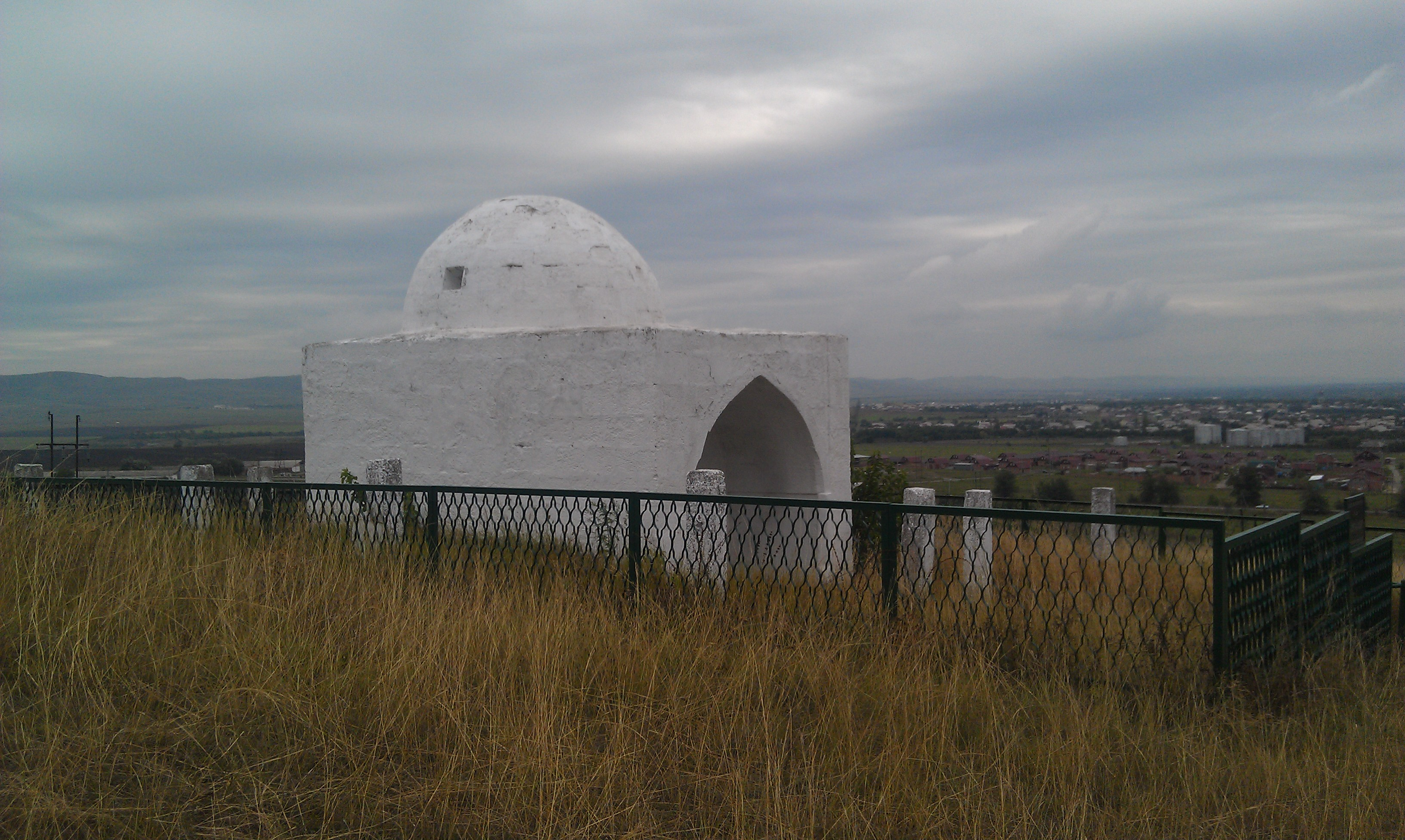
Мавзолей "Борга-Каш", общий вид
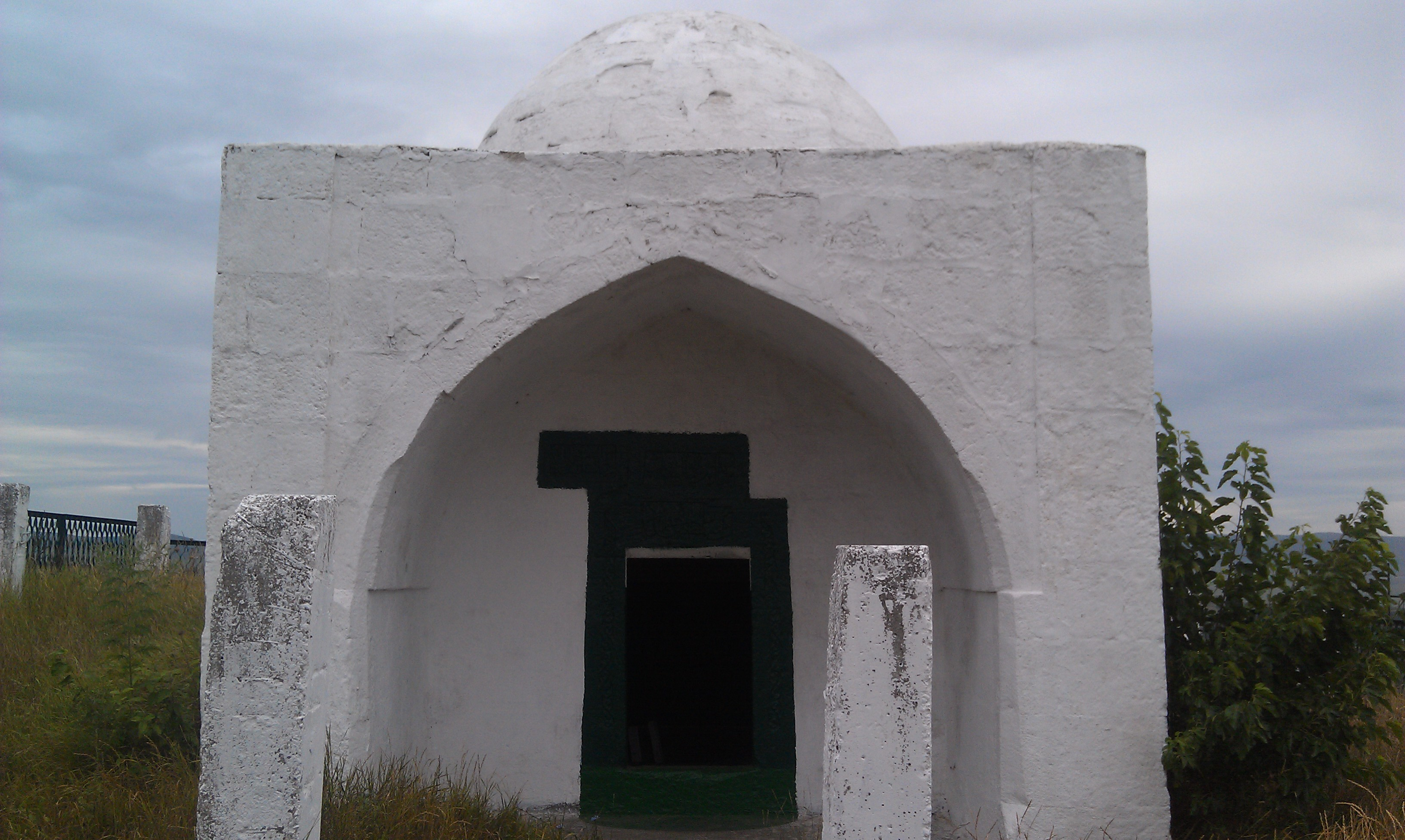
Мавзолей "Борга-Каш", вход в мавзолей
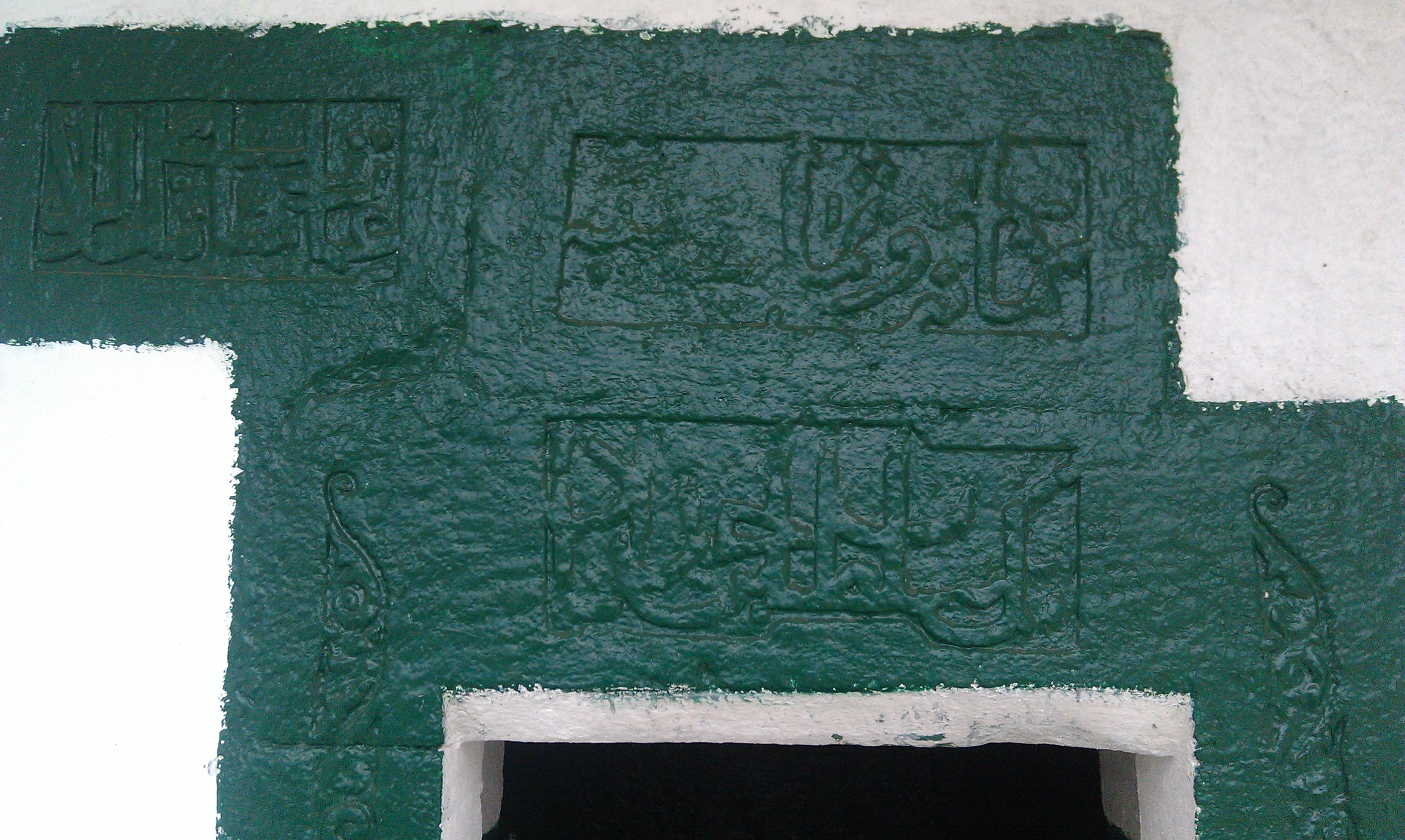
Мавзолей "Борга-Каш", надпись на арабском языке, над входом